# Збірна Великої Британії з хокею із шайбою
Збірна Великої Британії з хокею із шайбою — національна команда Великої Британії, що представляє країну на міжнародних змаганнях з хокею із шайбою. Опікується Британською хокейною асоціацією, яка стала одним із засновників Міжнародної федерації хокею із шайбою (ІІХФ) у 1908 році.

## Історія команди
Збірна Великої Британії входила до числа провідних збірних на початку 20 століття, вигравши перший чемпіонат Європи 1910 року, бронзові медалі на Зимових Олімпійських Іграх 1924 року у Шамоні, а також золоті медалі олімпійських чемпіонів 1936 року у Німеччині. Ті золоті нагороди виграли британці які починали грати у хокей в Канаді.
Однак з того часу збірна поступово втратила свої позиції у Топ-дивізіоні чемпіонату світу, повернулись вперше до вищого дивізіону на чемпіонаті світу 1994 року також брали участь у кваліфікації на Олімпіаду у 1948 році.
Після вдалого виступу в першому дивізіоні 2018 року британці знову підвищилась до Топ-дивізіону, де несподівано в останньому матчі в овертаймі переграли французів 4-3 та посіли 13 підсумкове місце і залишились ще на один сезон в чільній групі.

## Турнірні здобутки команди

### Олімпійські ігри
| Рік       | Результат       | Результат       | Результат       | Результат       |
| --------- | --------------- | --------------- | --------------- | --------------- |
| 1924      | Бронза          | Бронза          | Бронза          | Бронза          |
| 1928      | 4-е місце       | 4-е місце       | 4-е місце       | 4-е місце       |
| 1932      | не брали участі | не брали участі | не брали участі | не брали участі |
| 1936      | Золото          | Золото          | Золото          | Золото          |
| 1948      | 5-е місце       | 5-е місце       | 5-е місце       | 5-е місце       |
| 1952–2022 | не брали участі | не брали участі | не брали участі | не брали участі |
| Разом     |                 |                 |                 |                 |
| Ігри      | Золото          | Срібло          | Бронза          | Разом           |
| 4         | 1               | 0               | 1               | 2               |

### Чемпіонати світу
- 1930 – 10-е місце
- 1931 – 8-е місце
- 1934 – 8-е місце
- 1935 – бронзовий призер
- 1936 – 1-е
- 1937 – срібний призер
- 1938 – срібний призер
- 1939 – 8-е місце
- 1950 – 4-е місце
- 1951 – 5-е місце
- 1952 – 1-е місце група В
- 1953 – 2-е місце група В
- 1961 – 2-е місце група В
- 1962 – 8-е місце
- 1963 – 7-е місце група В
- 1965 – 6-е місце група В
- 1966 – 8-е місце група В
- 1971 – 4-е місце група C
- 1973 – 8-е місце група C
- 1976 – 5-е місце група C
- 1977 – 7-е місце група C
- 1979 – 5-е місце група C
- 1981 – 8-е місце група C
- 1989 – 3-є місце група D
- 1990 – 1-е місце група D
- 1991 – 5-е місце група C
- 1992 – 1-е місце група C
- 1993 – 1-е місце група В
- 1994 – 12-е місце
- 1995 – 7-е місце група В
- 1996 – 4-е місце група В
- 1997 – 6-е місце група В
- 1998 – 6-е місце група В
- 1999 – 2-е місце група В
- 2000 – 3-є місце група В
- 2001 – 2-е Дивізіон І Група В
- 2002 – 4-е Дивізіон І Група В
- 2003 – 5-е Дивізіон І Група В
- 2004 – 2-е Дивізіон І Група A
- 2005 – 4-е Дивізіон І Група A
- 2006 – 5-е Дивізіон І Група A
- 2007 – 4-е Дивізіон І Група В
- 2008 – 4-е Дивізіон І Група А
- 2009 – 3-є Дивізіон І Група В
- 2010 – 4-е Дивізіон І Група В
- 2011 – 2-е Дивізіон І Група В
- 2012 – 5-е Дивізіон І Група A
- 2013 – 6-е Дивізіон І Група A
- 2014 – 4-е Дивізіон І Група В
- 2015 – 2-е Дивізіон І Група В
- 2016 – 2-е Дивізіон І Група В
- 2017 – 1-е Дивізіон І Група В
- 2018 – 1-е Дивізіон І Група A
- 2019 – 13-е місце
- 2021 – 14-е місце
- 2022 – 16-е місце
- 2023 – 1-е місце Дивізіон ΙА
- 2024 – 15-е місце
- 2025 – 1-е місце Дивізіон ΙА

### Чемпіонати Європи
| Ле-Аван 1910                           | 3                                                  | 2                                                  | 1                                                  | 0                                                  | 7                                                  | 2                                                  | Фінальний раунд                                    | 1                                                  |                                                    |                                                    |
| Берлін 1911                            | Не брали участі                                    | Не брали участі                                    | Не брали участі                                    | Не брали участі                                    | Не брали участі                                    | Не брали участі                                    | Не брали участі                                    | Не брали участі                                    | Не брали участі                                    | Не брали участі                                    |
| Прага 1912 (анульований результат)     | Не брали участі                                    | Не брали участі                                    | Не брали участі                                    | Не брали участі                                    | Не брали участі                                    | Не брали участі                                    | Не брали участі                                    | Не брали участі                                    | Не брали участі                                    | Не брали участі                                    |
| Мюнхен 1913                            | Не брали участі                                    | Не брали участі                                    | Не брали участі                                    | Не брали участі                                    | Не брали участі                                    | Не брали участі                                    | Не брали участі                                    | Не брали участі                                    | Не брали участі                                    | Не брали участі                                    |
| Берлін 1914                            | Не брали участі                                    | Не брали участі                                    | Не брали участі                                    | Не брали участі                                    | Не брали участі                                    | Не брали участі                                    | Не брали участі                                    | Не брали участі                                    | Не брали участі                                    | Не брали участі                                    |
| 1915–1920                              | чемпіонат не проходив через (Першу світову війну). | чемпіонат не проходив через (Першу світову війну). | чемпіонат не проходив через (Першу світову війну). | чемпіонат не проходив через (Першу світову війну). | чемпіонат не проходив через (Першу світову війну). | чемпіонат не проходив через (Першу світову війну). | чемпіонат не проходив через (Першу світову війну). | чемпіонат не проходив через (Першу світову війну). | чемпіонат не проходив через (Першу світову війну). | чемпіонат не проходив через (Першу світову війну). |
| Стокгольм 1921                         | Не брали участі                                    | Не брали участі                                    | Не брали участі                                    | Не брали участі                                    | Не брали участі                                    | Не брали участі                                    | Не брали участі                                    | Не брали участі                                    | Не брали участі                                    | Не брали участі                                    |
| Санкт-Моріц 1922                       | Не брали участі                                    | Не брали участі                                    | Не брали участі                                    | Не брали участі                                    | Не брали участі                                    | Не брали участі                                    | Не брали участі                                    | Не брали участі                                    | Не брали участі                                    | Не брали участі                                    |
| Антверпен 1923                         | Did not participate                                | Did not participate                                | Did not participate                                | Did not participate                                | Did not participate                                | Did not participate                                | Did not participate                                | Did not participate                                | Did not participate                                | Did not participate                                |
| Мілан 1924                             | м                                                  | м                                                  | м                                                  | м                                                  | м                                                  | м                                                  | м                                                  | м                                                  | м                                                  | м                                                  |
| Штрбське плесо / Старий Смоковець 1925 | Не брали участі                                    | Не брали участі                                    | Не брали участі                                    | Не брали участі                                    | Не брали участі                                    | Не брали участі                                    | Не брали участі                                    | Не брали участі                                    | Не брали участі                                    | Не брали участі                                    |
| Давос 1926                             | 7                                                  | 3                                                  | 0                                                  | 4                                                  | 26                                                 | 19                                                 | Втішний раунд                                      | 4-е місце                                          |                                                    |                                                    |
| Відень 1927                            | Не брали участі                                    | Не брали участі                                    | Не брали участі                                    | Не брали участі                                    | Не брали участі                                    | Не брали участі                                    | Не брали участі                                    | Не брали участі                                    | Не брали участі                                    | Не брали участі                                    |
| Будапешт 1929                          | Не брали участі                                    | Не брали участі                                    | Не брали участі                                    | Не брали участі                                    | Не брали участі                                    | Не брали участі                                    | Не брали участі                                    | Не брали участі                                    | Не брали участі                                    | Не брали участі                                    |
| Берлін 1932                            | 4                                                  | 2                                                  | 1                                                  | 1                                                  | 10                                                 | 9                                                  | Турнір за 6-9 місця                                | 7-е місце                                          |                                                    |                                                    |

## Склад команди
- Пол Томпсон — головний тренер
- Роб Вілсон — асистент тренера
- Енді Бакстер — начальник команди
- Ніккі Шерлок — фізіотерапевт
- Метт Роббінс — лікар команди
- Джейсон Еллері — менеджер з оснащення

Склад гравців на чемпіонаті світу 2010 (дивізіон I):
Станом на 20 квітня 2010
| Позиція | Гравець          | Зріст | Вага | Дата народження   | Місце народження     | Команда           |
| ------- | ---------------- | ----- | ---- | ----------------- | -------------------- | ----------------- |
| В       | Стівен Мерфі     | 175   | 76   | 11 грудня 1981    | Данді, Шотландія     | Белфаст Джаєнтс   |
| В       | Стіві Лайл       | 178   | 80   | 4 грудня 1979     | Кардіфф, Уельс       | Кардіфф Девілс    |
| З       | Джонатан Вівер К | 180   | 85   | 20 січня 1977     | Сандерленд, Англія   | Ковентрі Блейз    |
| З       | Кевін Філліпс    | 175   | 81   | 5 січня 1986      | Беверлі, Англія      | Белфаст Джаєнтс   |
| З       | Денні Меєрс      | 191   | 91   | 2 березня 1983    | Ескот, Англія        | Ноттінгем Пантерс |
| З       | Стіві Лі         | 183   | 93   | 1 жовтня 1990     | Кінгстон, Англія     | Ноттінгем Пантерс |
| З       | Бен О'Коннор     | 185   | 90   | 21 грудня 1988    | Дарем, Англія        | Ковентрі Блейз    |
| Н       | Лі Мітчелл       | 176   | 79   | 10 квітня 1987    | Керкколді, Шотландія | Галл Стінгрейс    |
| Н       | Девід Кларк      | 185   | 86   | 5 серпня 1981     | Пітерборо, Англія    | Ноттінгем Пантерс |
| Н       | Крейг Пікок      | 180   | 82   | 8 серпня 1988     | Пітерборо, Англія    | Белфаст Джаєнтс   |
| Н       | Джейсон Г'юїтт   | 175   | 75   | 28 серпня 1983    | Манчестер, Англія    | Шеффілд Стілерс   |
| Н       | Меттью Майєрс    | 185   | 86   | 6 листопада 1984  | Джонстаун, США       | Джонстаун Чіфс    |
| Н       | Марк Річардсон   | 183   | 88   | 3 жовтня 1986     | Свіндон, Англія      | Кардіфф Девілс    |
| Н       | Метт Тау         | 178   | 76   | 7 січня 1988      | Шеффілд, Англія      | Кардіфф Девілс    |
| Н       | Роберт Дауд      | 175   | 79   | 26 травня 1988    | Біллінгем, Англія    | Шеффілд Стілерс   |
| Н       | Марк Гарсайд     | 175   | 77   | 21 березня 1989   | Керкколді, Шотландія | Единбург Кепіталс |
| Н       | Расселл Каулі    | 180   | 80   | 12 серпня 1983    | Едмонтон, Канада     | Ковентрі Блейз    |
| Н       | Колін Шилдс А    | 180   | 82   | 27 січня 1980     | Глазго, Шотландія    | Белфаст Джаєнтс   |
| Н       | Джонатан Філліпс | 175   | 81   | 14 липня 1982     | Кардіфф, Уельс       | Шеффілд Стілерс   |
| Н       | Ешлі Тейт А      | 185   | 77   | 9 серпня 1975     | Торонто, Канада      | Больцано          |
| Н       | Грег Чемберс     | 180   | 96   | 14 листопада 1982 | Торонто, Канада      | Ковентрі Блейз    |
| Н       | Філ Гілл         | 190   | 91   | 23 травня 1982    | Кардіфф, Уельс       | Кардіфф Девілс    |